# Детинец (село)
Детинец (укр. Дітинець) — село в Радомышльском районе Житомирской области Украины.
Код КОАТУУ — 1825087203. Население по переписи 2001 года составляет 136 человек. Почтовый индекс — 12224. Телефонный код — 4132. Занимает площадь 0,682 км².

## Адрес местного совета
12223, Житомирская область, Радомышльский р-н, с. Облитки, ул. Космонавтов, 1